# Bioimpressió 3D
La impressió 3D en aplicacions de biologia utilitza les tècniques bàsiques de la impressió 3D amb la incorporació de sistemes de combinació de cèl·lules i de substàncies que estimulen el creixement cel·lular i també de biomaterials per fabricar elements usats en la biomedicina que imiten al màxim les característiques del teixit natural. Generalment, la bioimpressió en 3D utilitza el mètode 'capa a capa' per dipositar materials coneguts com a biotintes per crear estructures semblants a teixits que s'utilitzaran posteriorment en camps d'enginyeria mèdica i de teixits orgànics.
La bioimpressió cobreix una àmplia gamma de materials biològics. Actualment, la bioimpressió es pot utilitzar per imprimir teixits i òrgans per ajudar en la investigació de medicaments. Tot i això, les innovacions que es presenten van des de la bioimpressió de cèl·lules o matrius extracel·lulars dipositades en cada capa de gel 3D fins a produir el teixit o l'òrgan desitjat. A més, la bioimpressió 3D ha començat a incorporar la impressió d'estructures tipus bastida que es poden utilitzar en treballs de regeneració d'articulacions i de lligaments.

## Procés
El procés de bioimpressió 3D generalment transcorre en tres fases: preparació, bioimpressió i estabilització.

### Fase de preparació
És el procés de creació d'un model que després permetrà que la impressora seleccioni els materials que s'utilitzaran. Un dels primers passos és obtenir una biòpsia de l'òrgan que es vol duplicar. Les tecnologies habituals utilitzades per a la bioimpressió són la tomografia computaritzada (TC) i la ressonància magnètica (RMI). Per imprimir amb mode 'capa a capa' es fa la reconstrucció tomogràfica en imatge. Les imatges, ara 2D, s'envien a la impressora per l'execució. Un cop creada la imatge, es seleccionen i aïllen unes determinades cèl·lules per a què es multipliquin. A continuació, aquestes cèl·lules es barregen amb un material liquat especial que proporciona oxigen i altres nutrients per a mantenir-les vives. En alguns processos, les cèl·lules estan encapsulades en esferoides cel·lulars de 500 micres de diàmetre. Per a fer aquesta agregació de cèl·lules no és necessari usar una bastida. En processos com els d'extrusió aquestes cèl·lules són necessàries per a la fusió en teixits de tipus tubular.

### Bioimpressió
En la segona fase, es fa la barreja del líquid amb cèl·lules, matrius i nutrients, coneguda com a biotinta, i es col·loca en un cartutx d'impressora tenint en compte les exploracions mèdiques dels pacients. Quan el que s'ha bioimprès, teixit en estat d'esbós, es transfereix a una incubadora, les cèl·lules que contenen maduren per fer el teixit objectiu.
La bioimpressió 3D per fabricar construccions biològiques consisteix generalment a dipositar cèl·lules amb l'ajuda d'una bastida biocompatible mitjançant un mètode continu 'capa a capa' generant estructures tridimensionals semblants al teixit. S'ha demostrat que als òrgans artificials com els fetges i els ronyons produïts per bioimpressió 3D els manquen elements crucials que afecten el cos com els vasos sanguinis en funcionament, els túbuls per recollir l'orina i el creixement de milers de milions de cèl·lules necessaris per a aquests òrgans. Sense aquests components, el cos no té cap forma d'obtenir els nutrients essencials i l'oxigen en l'interior. Atès que cada teixit del cos està compost de manera natural per diferents tipus de cèl·lules, moltes tecnologies d'impressió d'aquestes cèl·lules varien en la seva capacitat per assegurar l'estabilitat i la viabilitat de les cèl·lules durant el procés de fabricació. Alguns dels mètodes que s'utilitzen per a la bioimpressió 3D de cèl·lules són la fotolitografia, la bioimpressió magnètica, l'estereolitografia i l'extrusió directa de cèl·lules.

### Fase d'estabilització
És necessari que el material biològic creat tingui una estructura estable. Si aquest procés no es manté bé, es compromet la integritat mecànica i la funcionalitat de l'objecte imprès en 3D. Pel manteniment de l'objecte, calen estimulacions tant mecàniques com químiques. Aquestes estimulacions envien senyals a les cèl·lules per controlar la remodelació i el creixement dels teixits. A més, als desenvolupaments recents, les tecnologies de bioreactor han permès la ràpida maduració dels teixits, la vascularització dels teixits i la capacitat de sobreviure en trasplantaments.
Els bioreactors tenen com a fi proporcionar un transport convectiu de nutrients, creant ambients de microgravitat, canviant la pressió que provoca que la solució flueixi a través de les cèl·lules o bé afegeixi compressió per a una càrrega dinàmica o estàtica. Cada tipus de bioreactor és ideal per a diferents tipus de teixit, per exemple els bioreactors de compressió són ideals per al teixit cartílag.

## Recerca sobre la bioimpressió
En aquest camp, els investigadors han fet estudis centrats a produir òrgans vius elaborats amb propietats biològiques i mecàniques adequades. La bioimpressió 3D s'enfoca en tres àrees principals: Bio imitació, autoassemblatge autònom i els blocs per la construcció de petits mini teixits.

### Bio imitació
La bioimpressió considera, en primer lloc, la bioimitació, que es coneix com a biomimètica. El seu principal objectiu és formar estructures idèntiques a la original existents als teixits i òrgans naturals del cos humà. La biomimètica requereix una duplicació de la forma dels òrgans i teixits originals i també de l'estructura i el microambient del seu hàbitat. L'aplicació biomimètica en bioimpressió consisteix en la creació de parts orgàniques i extracel·lulars idèntiques. Per a què aquest objectiu tingui èxit, els teixits s'han de replicar a escala micro. Per tant, és necessari comprendre el microambient, la naturalesa de les forces biològiques en aquest microambient, l'organització precisa de tipus cel·lulars funcionals i de suport, els factors de solubilitat i la composició de la matriu extracel·lular.

### Assemblatge autònom
L'assemblatge autònom és un segon objectiu de la bioimpressió. Aquest enfocament es basa en el procés de desenvolupament físic d'òrgans embrionaris com a model per a replicar en els teixits que es volen crear. Quan les cèl·lules estan al seu desenvolupament inicial, creen el seu propi bloc de construcció de matriu extracel·lular, la senyalització cel·lular adequada i la disposició i patronatge independents per proporcionar les funcions biològiques i la microarquitectura requerides. L'assemblatge autònom exigeix informació específica sobre les tècniques de desenvolupament dels teixits i òrgans de l'embrió. Hi ha un model sense bastides de suport (en anglès, scaffold-free) que utilitza esferoides autoassemblants que se sotmeten a la fusió i la disposició cel·lular per a semblar teixits en evolució. L'assemblatge autònom depèn de la cèl·lula com a motor fonamental de la histogènesi, guiant els blocs de construcció, les propietats estructurals i funcionals d'aquests teixits. Requereix una comprensió més profunda de com es desenvolupen els mecanismes dels teixits embrionaris i del microambient que l'envolta per crear els teixits bioimpresos.

### Miniteixit
La recerca sobre la bioimpressió s'enfoca en tercer lloc vers una combinació tant de la biomimètica com a de l'autoassemblatge que es coneix com miniteixits. Els òrgans i els teixits estan construïts mitjançant components funcionals molt petits. Per als miniteixits, el mètode consisteix a prendre aquestes petites peces i fabricar-les i organitzar-les en una estructura més gran.

## Impressores

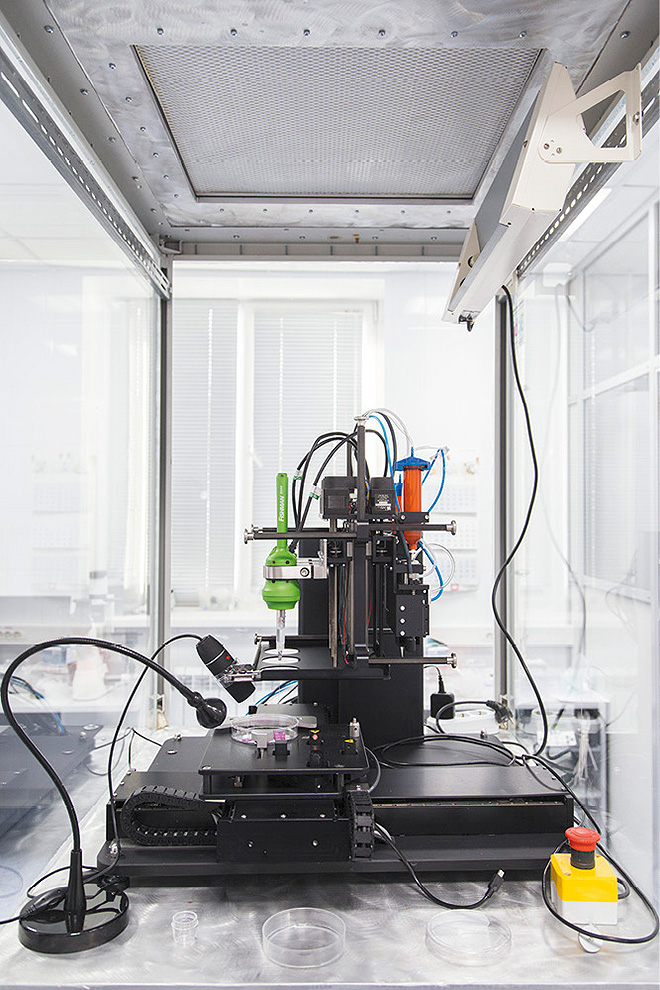
Una bioimpressora 3D

Com les impressores habituals de tinta, les bioimpressores tenen tres components principals. Aquests són el maquinari utilitzat, el tipus de tinta bio i el material sobre el qual s'imprimeix (biomaterials). «La tinta biològica és un material elaborat a partir de cèl·lules vives que es comporta molt com un líquid, permetent crear la forma desitjada. Per fer biotinta, els científics creen una suspensió de cèl·lules que es poden carregar en un cartutx i inserir en una impressora dissenyada especialment, juntament amb un altre cartutx que conté un gel conegut com a biopaper.» Hi ha tres tipus principals d'impressores que s'han utilitzat: impressores d'injecció de tinta, impressores assistides per làser i impressores d'extrusió. Les impressores d'injecció de tinta s'utilitzen principalment en bioimpressió per a productes a gran escala i de ràpida entrega. Un tipus d'impressora d'injecció de tinta, anomenada impressora d'injecció de tinta per demanda, imprimeix materials en quantitats exactes, minimitzant els costos i els residus. Les impressores que utilitzen làsers proporcionen impressió d'alta resolució però aquestes impressores sovint són de preu elevat. Les impressores d'extrusió imprimeixen capa a capa, de la mateixa manera que la impressió 3D, per a crear peces. A més, les impressores d'extrusió també poden utilitzar hidrogels amb cèl·lules en infusió.

## Aplicacions
Hi ha diverses aplicacions per a la bioimpressió 3D en l'àmbit mèdic. Un pacient infantil amb una malaltia respiratòria rara coneguda com a traqueobroncomalàcia (TBM) va rebre una fèrula traqueal que es va crear amb impressió 3D. La bioimpressió 3D es pot utilitzar per reconstruir teixits de diverses parts del cos. Els pacients amb malaltia a la bufeta en fase terminal poden ser tractats mitjançant l'ús de teixits de bufeta impresos per a reconstruir l'òrgan danyat. Aquesta tecnologia també pot aplicar-se als ossos, a la pell, al cartílag i al teixit muscular. Tot i que un objectiu a llarg termini de la tecnologia de bioimpressió 3D és reconstruir un òrgan complet, no ha tingut gaire èxit en imprimir òrgans completament funcionals. A diferència de la implantació de stents en vasos sanguinis, els òrgans tenen formes complexes i són significativament més difícils de bioimprimir. Un cor bioimprès, per exemple, no només ha de complir els requisits estructurals, sinó que també ha de requerir la vascularització, la càrrega mecànica i la propagació de senyals elèctrics. Tanmateix, uns investigadors israelians van construir un cor de la mida del d'un conill amb cèl·lules humanes l'any 2019.

## Impacte
La bioimpressió 3D contribueix a avenços importants en l'àmbit mèdic de l'enginyeria de teixits, permetent fer investigació sobre materials innovadors coneguts com a biomaterials. Els biomaterials són els materials adaptats i utilitzats per imprimir objectes tridimensionals. Algunes de les substàncies biològiques més notables, recentment elaborades, acostumen a tenir més resistència a esforços mecànics que molts materials corporals, inclosos els teixits tous i els ossos. Aquests materials podran actuar com a futurs substituts, fins i tot millores, dels materials originals del cos. L'alginat, per exemple, és un polímer aniòic amb moltes implicacions biomèdiques que inclouen la viabilitat, la forta biocompatibilitat, la baixa toxicitat i una capacitat estructural més forta en comparació amb algun material estructural del cos. Els hidrogels sintètics també són habituals, inclosos els gels a base de PV. La combinació d'àcid amb un reticulador basat en UV, ha estat avaluada pel Wake Forest Institute of Medicine i s'ha qualificat de biomaterial adequat. Hi ha enginyers que també exploren altres opcions com, per exemple, imprimir microcanals que puguin maximitzar la difusió de nutrients i oxigen dels teixits veïns. A més, l'Agència per a la Reducció de l'Amenaça de Defensa té l'objectiu d'imprimir miniòrgans com cors, fetges i pulmons per la possibilitat de poder provar nous fàrmacs amb més precisió i potser eliminar la necessitat de fer proves en animals vius.